# Петігренова померанцева олія
Петігренова померанцева олія — ефірна олія, наявна в листі та молодих паростях померанцю (Citrus aurantium L.), що вирощується у Південній Америці, Італії, Франції та інших країнах Середземномор'я.

## Властивости
Петігренова померанцева олія — рухома світло-жовта рідина із запахом померанцю. Розчинна в етанолі (1:4 — у 70%-му), бензилбензоаті, рослинних оліях, пропіленгліколі; нерозчинна у воді. У кислому та лужному середовищі нестійке.
| tвсп, °C | {\displaystyle ~{\mbox{d}}_{20}^{20}} | {\displaystyle ~[{\mbox{n}}]_{\mbox{D}}^{20}} | {\displaystyle ~[\alpha ]_{\mbox{D}}^{20}} |
| -------- | ------------------------------------- | --------------------------------------------- | ------------------------------------------ |
| 67       | 0,882 ÷ 0,898                         | 1,456 ÷ 1,465                                 | -5 ÷ +4                                    |

## Хімічний склад
До складу олії входять: (+)-лимонен, сесквітерпенові вуглеводні, (+)-ліналоол, α-терпінеол, гераніол, нерол, цитронеллол, крезол, евгенол, гваякол, додеканаль, бензальдегід, фурфурол, метилантранілат, терпініл-, гераніл-и нерілацетати та інші компоненти.

## Отримання
Отримують із молодих паростей та листя померанцю шляхом відгонки з парою, вихід олії 0,15—0,40%.
Основні виробники — Парагвай, Італія та Франція.

## Застосування
Застосовують як компонент парфумерних композицій та віддушок для косметичних виробів та мила.